# Леон Сулькевич
Леон Хозман-Мірза Сулькевич (14 лютого 1897 рік, Сувалки, Польща — 1960, Лестер, Велика Британія) — полковник артилерії Війська Польського та Збройних Сил Польщі.

## Біографія
Походив з татарської родини, що проживала в Ошмянській землі Віленської губернії. Народився 14 лютого 1897 року в родині Давида та Феліції, уродженої Соболевської. (Його прадідом був полковник Мустафа Ахматович, офіцер 4-го литовського авангардного полку, на честь якого був названий татарський кавалерійський полк у кавалерії ІІ Речі Посполитої. Його дід і бабуся — Мацей Ахматович (1820—1901), поет і майор 5-го уланського полку та Гелена, уроджена Туган-Мірза Барановських). Його брати та сестри були Олександр, Стефан, Богдан, Констант, Марія, Єва та Ельжбета.
Після закінчення Першої світової війни та відновлення Польщею незалежності був прийнятий до Війська Польського. Пройшов перевірку в званні капітана артилерії. Під час польсько-радянської війни 10 лютого 1920 р. став командиром 1-го кінно-артилерійського дивізіону, а з 3 березня 1920 р. — командиром дивізійної артилерії у складі 20-ї піхотної бригади. За бойові дії в битві під Комаровим 31 серпня 1920 року нагороджений орденом Virtuti Militari. 1 червня 1919 р. отримав звання артилерійського капітана за вислугою років, а 1 липня 1923 р. — майора артилерії за вислугою років. У 1920-х роках залишився офіцером 1-го кінно-артилерійського дивізіону, дислокованого у Варшавському гарнізоні, де в 1923 році мав звання капітана. заступник командира ескадрону, а в 1924 р. — квартирмейстер у званні майора. З 10 квітня 1927 р. по квітень 1934 р. він служив командиром 6-го кінно-артилерійського дивізіону в Станіславові. За цей час йому присвоєно звання підполковника артилерії з вислугою років 1 січня 1929 року. Потім отримав звання полковника артилерії. З 30 квітня 1934 року по 18 лютого 1938 року обіймав посаду командира 4-го Куявського полку легкої артилерії в Іновроцлаві. З 1938 р. служив начальником дивізійної артилерії 20-ї піхотної дивізії в Барановичському гарнізоні.
До кінця Другої польської республіки у 1939 р. був власником маєтку Лостати ІІ у гміні Крево Ошманського повіту.
Після початку Другої світової війни, під час Вересневої кампанії, він командував артилерією 20-ї піхотної дивізії, брав участь у битві під Млавою 1–3 вересня 1939 року та в обороні Варшави. Згодом був офіцером польських збройних сил у лавах 12-го Подільського полку уланів.
Після війни залишився в еміграції у Великій Британії.
19 березня 1929 року у Вільнюсі муфтій Республіки Польща д-р Якуб Шинкевич благословив союз підполковника Леона Сулькевича з панною Марією Ахматовичівною, донькою Гелени Ахматович, уродженої Бучацької, та судді апеляційного суду Богдана Ахматовича.
Він помер у 1960 році в Лестері.